# Cédric Le Gallo
Cédric Le Gallo est un réalisateur, acteur et scénariste français.

## Biographie
Cédric Le Gallo a été reporter pour des chaînes de télévision (notamment 50 mn Inside sur TF1) et comédien dans la troupe de Pierre Palmade.
En 2019, il co-écrit et co-réalise avec Maxime Govare le film Les Crevettes pailletées sur une véritable équipe amateur de water-polo gay dont il fait partie « J'avais vraiment le souci de ne pas trahir ce milieu, ni de l'édulcorer. Mais en rendre compte, montrer à quel point il est haut en couleur et comment il peut être délirant. En revanche je n'ai pas la prétention de raconter tous les homosexuels. Juste raconter ma bande de potes ».
Le film remporte le prix du jury au Festival international du film de comédie de l'Alpe d'Huez 2019  et le prix du public au Festival de Tübingen-Stuttgart,,.

## Filmographie
- 2015 : Scènes de culte (réalisateur et acteur), mini-série[5]
- 2019 : Les Crevettes pailletées (co-réalisateur)
- 2022 : La Revanche des Crevettes pailletées (co-réalisateur)

## Distinctions
- Festival international du film de comédie de l'Alpe d'Huez 2019 : Prix Spécial du Jury pour Les Crevettes pailletées
- Festival international du film francophone de Tübigen-Stuttgart 2019 : Prix du Public pour Les Crevettes pailletées